# سالازكونغ
سالازكونغ (بالإنجليزية: Xalazakung)‏ هي منطقة سكنية تقع في الصين في أزمة التبت والصين. يقدر عدد سكانها بـ
- نسمة .